# Estimativa de recursos minerais
A definição de Estimativa de Recursos Minerais é bastante ampla e contempla desde as etapas de compilação e validação do banco de dados até o relato público acerca do conteúdo metalífero de um depósito. Este tópico, entretanto, concentra-se apenas na discussão dos principais estimadores utilizados na indústria mineral, sejam eles convencionais ou geoestatísticos.
Como não é possível visualizar todo o material geológico que se esconde subsuperficialmente numa região, deve-se realizar a estimativa de recursos minerais através de análises de amostras, geralmente adquiridas por sondagens, as quais devem ser representativas e terem resultados confiáveis.
Com os dados obtidos, são desenvolvidos modelos para descrever a geometria do depósito e as regiões mais ou menos ricas. Este modelamento é feito principalmente pela interpolação matemática das amostras.

## Estimativa Global x Estimativa Local
A escala de do estudo é extremamente importante na estimativa de recursos. Quando se trata de uma área extensa, diz-se que a estimativa é global. Neste caso, as informações podem ser muito abrangentes e pouco representativas. Já na estimativa local, a área estudada é menor, permitindo um maior nível de detalhamento da região. No entanto, deve-se atentar para a possibilidade de redundância entre análises de amostras muito próximas entre si, buscando indicar, principalmente em análises mais detalhadas, as pequenas variações que um depósito pode apresentar.

## Estimadores Lineares Ponderados
Os estimadores lineares ponderados são bastante usados nos métodos de estimativa de recursos, dessa forma, é importante citá-los. Consiste na combinação linear entre as amostras disponíveis e os pesos atribuídos a cada uma delas. Na fórmula abaixo para estimadores lineares ponderados, {\displaystyle w_{i}} é o peso correspondente à amostra {\displaystyle \mathbb {Z} (v_{i})}, {\displaystyle n} é quantidade de amostras disponíveis e {\displaystyle \mathbb {Z} (v)} é o valor estimado na posição {\displaystyle v}. Os valores estão em função de {\displaystyle v}, pois nem sempre os estimadores são lineares e esse fator da equação pode ser representado por expressões inteiras, polinômios, senoides e cossenoides. Os estimadores não são necessariamente ponderados e nesses casos o valor de {\displaystyle w} é aproximado para 1.
{\displaystyle \mathbb {Z} (v)=\sum _{i=1}^{n}w_{i}\centerdot \mathbb {Z} (v_{i})}

## Estimativa de Recursos e Diretrizes de Boas Práticas
Tentando definir boas práticas associadas ao procedimento de avaliação de depósitos, foram elaboradas diretrizes que guiam a forma na qual os dados de recursos e reservas minerais devem ser apresentados publicamente. Desde de 1994 existe uma diretriz internacional chamada CRIRSCO (Committee for Mineral Reserves International Reporting Standards), além das seguintes diretrizes regionais internacionais:
- SAMREC: África do Sul;
- JORC: Australasia;
- CBRR: Brasil;
- CIM: Canadá;
- KAZRC: Cazaquistão;
- National Committee: Chile;
- CCRR: Colômbia;
- SME: EUA;
- PERC: Europa;
- NACRI: índia;
- KOMBERS - KCMI: Indonésia;
- MPIGM: Mongólia;
- NAEN: Rússia;
- UMREK: Turquia.

É extremamente importante que existam estas diretrizes que regulamentem a apresentação dos dados estimativos de depósitos para garantir a veracidade de investigações geológicas e impedir fraudes. A mineração é um setor econômico importante que movimenta vultosas quantidades de dinheiro e o investimento em novos empreendimentos é altíssimo, de forma que erros nas estimativas podem levar a grandes prejuízos.
Um exemplo é o caso da Bre-X Minerals, uma companhia de mineração canadense que na década de 1990 protagonizou uma enorme crise na mineração ao fraudar amostras, apresentando teores de ouro elevados que não representavam a realidade do depósito. Com o anúncio desses resultados, as ações da empresa cresceram muito rápido e, após a descoberta da fraude, caíram, prejudicando muitos investidores, de tal maneira que o geólogo responsável cometeu suicídio. O filme Ouro e Cobiça é uma adaptação cinematográfica do caso Bre-x.

## Métodos Tradicionais de Estimativa de Recursos
Os métodos convencionais (ou clássicos) de estimativa de recursos fundamentam-se nos princípios de interpretação dos valores pertencentes à variável de interesse, entre dois pontos de amostragem adjacentes. Com base nessa interpretação é possível a determinação de teores médios, atribuídos aos blocos de cubagem. Nos métodos convencionais, a geometria dos blocos de cubagem é função da distribuição dos pontos de amostragem e do tipo de método utilizado, ou seja, o princípio de interpretação.
Todos estes métodos possuem aplicação na indústria para estimativa de recursos e reservas, são empíricos e seus resultados dependem diretamente da experiência do usuário. Recomenda-se a sua aplicação em contexto onde exista certo controle do conhecimento geológico local, assim como garantia de que houve uma amostragem adequada, a fim de obter resultados coerentes e confiáveis.
Os métodos tradicionais são de simples entendimento e menos trabalhosas em comparação com os métodos geoestatísticos, uma vez que não é necessária a realização de análise variográfica. Entretanto, não são levadas em consideração a anisotropia das amostras, visto que não importa a variação destas mas apenas a distância que têm entre si, o que pode ocasionar um modelo sem sentido físico. Além disso, alguns destes métodos supõem estruturas espaciais isotrópicas, independentemente do comportamento dos dados, o que gera uma atribuição de pesos arbitrária às células.
Na figura, temos em (a), (b), (c) e (d), exemplos de interpolação pelo método de poligonais. Em (a) blocos retangulares centrados em dados uniformemente espaçados; (b) blocos retangulares não uniformes centrados em dados espaçados irregularmente; (c) polígonos definidos por retas perpendiculares em relação aos pontos médios entre os dados; (d) polígonos sobre pontos de dados definidos por bissetores de ângulos em uma malha de triângulos contíguos. Em (e), exemplo de interpolação por método triangular. Neste, cada polígono é atribuído por uma média dos teores em três vértices. Em (f), método das seções. O minério é desenhado nas seções dos furos de sondagem, e o teor médio ponderado é determinado em seções individuais. O minério entre as seções é interpolado, geralmente por uma interpolação linear simples entre as seções vizinhas.
O intuito da utilização de qualquer método de estimativa é prever valores de pontos desconhecidos com base em pontos conhecidos a partir de interpolações. Normalmente, estes métodos são utilizados nas fases iniciais do empreendimento, durante as etapas de modelagem geológica. Durante a análise exploratória dos dados serão definidos os domínios de estimativa do recurso a ser estimado, o que terá impacto direto no valor do empreendimento e influenciará a fundamentação da tomada de decisões da companhia detentora do recurso mineral.
A estimativa de recursos minerais é uma das principais tarefas das equipes geológicas de desenvolvimento e avaliação dos projetos de mineração. Após o início estágio de produção do projeto de mineração, esta tarefa é herdada pela equipe de geologia de mina, que continua delineando os corpos de minério. Geólogos de mina, juntamente com engenheiros de minas, estimam as reservas de minério que são deduzidas do modelo de recursos minerais adicionando os fatores modificadores (por exemplo, parâmetros de mineração e metalúrgicos, ambientais, fatores sociais e a economia do projeto), que influenciam diretamente na viabilidade da jazida.
A estimativa dependerá do tipo de interpolador utilizado. Os principais métodos tradicionais são: método de seções, métodos de poligonais, método dos triângulos, métodos ponderados pelo inverso da potência da distância e métodos de contorno. Os três primeiros métodos citados (i.e. de seções, poligonais e triangulares) envolvem estimativas de volumes. Já os dois últimos (i.e. inverso da potência da distância e contorno) dizem respeito à estimativa das propriedades de pontos em um grid regular.
A estimativa dependerá do tipo de interpolador utilizado. Os principais métodos tradicionais são: método de seções, métodos de poligonais, método dos triângulos, métodos ponderados pelo inverso da potência da distância e métodos de contorno. Os três primeiros métodos citados (i.e. de seções, poligonais e triangulares) envolvem estimativas de volumes. Já os dois últimos (i.e. inverso da potência da distância e contorno) dizem respeito à estimativa das propriedades de pontos em um grid regular.

### Método de Seções
Métodos poligonais e de triangulação não são totalmente adequados para corpos de minério complexos, cuja forma não pode ser representada com precisão por superfícies 2D. Para estes depósitos, recomenda-se estimar a mineralização utilizando o método de seções, essencialmente tridimensional, onde o corpo de minério é apresentado como blocos em seções transversais.
O método de seções (transversais) é melhor aplicado em depósitos que apresentam contatos geológicos bem definidos e relativamente regulares, como acontece com muitos depósitos tabulares, venulares e estratificados. Neste, geralmente restringe-se a mineralização por wireframes e estima-se o teor dos volumes restritos por técnicas geoestatísticas ou convencionais.
As informações de assay dos furos de sondagem (por exemplo, teores, litologia, densidade, dentre outras) são dispostas ao longo de seções transversais equidistantes, a fim de elaborar uma base de dados sistemática. Uma interpolação das estruturas geológicas presentes ou dos teores de minério é feita para cada seção transversal (ou plano), e a interpretação em cada uma delas é projetada nas seções adjacentes. Estes dois passos de interpolação dos dados (em e entre as seções) representam a essência do método de estimativa por seções.
Os grandes pontos fortes do método de interpolação por seções são: (1) o forte controle geológico que pode ser imposto ao modelo, e o fato de que (2) a evolução natural dos planos e seções é uma abordagem padrão da indústria para visualizar e interpretar dados detalhados de depósitos minerais.

### Método de Poligonais
O método de poligonais inclui a realização de diferentes abordagens para estimar volumes de polígonos individuais, a partir de quantidades limitadas de dados. Este método é comumente realizado em duas dimensões, uma vez que exige uma capacidade computacional muito grande quando aplicado num contexto 3D, e aplicado para estimativas de depósitos tabulares, também sendo utilizado para estimativa de tamanho dos pads de furos de desmonte. Em suma, os depósitos podem ser representados com precisão por um mosaico dos polígonos (regulares ou não) desenhados nos mapas ou nas seções dos corpos de minério.
O método de estimativa poligonal requer a construção das interseções dos furos de sondagem, e a estimativa dos teores e das espessuras reais destas interseções. A cada interseção atribui-se um polígono com determinada influência para a estimativa, e o grau e a espessura das interseções são extrapoladas para a área definida pelo polígono, sob influência do furo de sondagem mais próximo. Os polígonos são definidos de várias maneiras, sendo uma das mais comuns por uma série de linhas bissetoras perpendiculares aos pontos que unem as amostras.
Cada polígono contém uma única localização e todos os outros pontos no polígono estão mais próximos do Datum contido do que de qualquer outro Datum externo. Há decisões arbitrárias que devem ser feitas sobre como os prismas marginais são delimitados em sua borda externa, sendo que a “altura” do prisma representa a espessura do depósito ou bancada, e é perpendicular ao plano de projeção. O método é simples, rápido e decompõe os dados automaticamente. O teor médio do depósito é estimado dividindo-se o conteúdo metalífero total pela soma das espessuras, normalizadas pelos polígonos de influência. A tonelagem global é estimada somando as tonelagens dos polígonos.

### Método dos Triângulos
O método de triangulação para estimativa de recursos possui muitas semelhanças com o método poligonal. É também uma técnica 2D preferencialmente aplicada aos depósitos tabulares, que utiliza o teor e a espessura das interseções dos furos de sondagem.
O método subdivide o domínio estimado nos triângulos, em que estes são construídos pela junção das interseções dos furos de sondagem adjacentes, mais especificamente em uma projeção bidimensional pela interseção de três amostras, de modo que o triângulo resultante não contenha dados internos. A média dos três valores nos vértices de um triângulo é atribuída ao prisma triangular, e este valor pode ser atribuído ao teor e espessura médias da mineralização, por exemplo.
A tonelagem da mineralização restrita por um triângulo é obtida multiplicando a espessura média pela área do triângulo e pelo fator de tonelagem. Já o teor médio global é estimado como um teor médio dos triângulos ponderados pelas áreas do triângulo, e a tonelagem global pela soma das tonelagens dos triângulos no domínio estudado.
A principal vantagem do método é que ocorre uma suavização nas estimativas individuais dos triângulos, o que atribui uma distribuição mais conservadora dos valores estimados, se comparadas ao método poligonal.  Porém, como problemas, tem-se que a suavização realizada pelo método é inteiramente empírica, anisotropias não são consideradas, e as unidades estimadas não formam uma matriz regular de blocos. Além disso, cada estimativa é dependente de apenas três dados, sem fornecer uma medida de erro da estimativa. A superfície resultante é contínua, mas possui mudanças abruptas do gradiente nas margens dos triângulos. Se o objetivo principal é prever, ao invés de produzir um mapa com isolinhas suaves, então as descontinuidades são irrelevantes. Outra dificuldade é que não é óbvio se uma triangulação é melhor do que qualquer outra, mesmo para uma grade retangular.

### Métodos Ponderados pelo Inverso da Potência da Distância
O método ponderado pelo Inverso da Potência das Distâncias (IPD) atribui pesos inversamente proporcionais a uma potência da distância entre o Datum e o ponto/bloco que se deseja estimar. Este método atribui um peso igual a todas as amostras, independentemente de sua distância do ponto estimado (alvo), e essa desvantagem é solucionada fazendo com que os pesos amostrais sejam inversamente proporcionais à distância entre amostras e ponto a ser estimado.
Quando a potência escolhida se aproxima de zero, os pesos se tornam mais semelhantes, e o método IPD se aproxima da média aritmética das amostras. Uma grande potência se aproximando do infinito dá todo o peso para a amostra mais próxima e o IPD se aproxima da estimativa poligonal (por exemplo, Método do Vizinho Mais Próximo). Na prática, o expoente mais comumente utilizado é 2, entretanto potências de 1 e 3 também são comuns para estimar recursos minerais.
Uma característica atrativa da ponderação pela inverso do quadrado da distância é que os pesos relativos diminuem rapidamente à medida que a distância aumenta e, portanto, a interpolação é sensivelmente local. Além disso, como os pesos nunca chegam a zero, não há descontinuidades no modelo. Suas desvantagens são que a escolha da função de ponderação é arbitrária e não há quantificação do erro da estimativa. Além disso, não leva em consideração a configuração da amostragem. Nesse sentido, em porções onde os dados mostram-se preferencialmente agrupados, dois ou mais podem estar aproximadamente à mesma distância e direção de x0, e cada amostra receberá o mesmo peso que um Datum isolado a uma distância semelhante, mas em uma direção distinta. Em outras palavras, este método é essencialmente isotrópico, o que não é condizente com a realidade dos fenômenos geocientíficos.

## Métodos Geoestatísticos de Estimativa de Recursos

### Geoestatística e Teoria das Variáveis Regionalizadas
A estimativa de recursos minerais, pelo menos até a década de 1950, era conduzida como um procedimento empírico, em que a experiência e a análise do encarregado era crucial para se obter resultados coerentes. A partir da implementação de computadores na automatização de rotinas de estimativa de recursos, esse procedimento tornou-se muito mais expedito. Entretanto, tornaram-se recorrentes aplicações equivocadas da estimativa de recursos, muito em função da falta de embasamento teórico de cunho matemático e estatístico sólido por trás dos métodos convencionais. Portanto, foram desenvolvidas diversas técnicas de estimativa por métodos geoestatísticos com o intuito de suprir a subjetividade dos métodos clássicos descritos anteriormente.
De forma sucinta, a Geoestatística consiste na aplicação da Teoria das Variáveis Regionalizadas. Ao contrário da estatística clássica que tem como objeto de estudo as Variáveis Aleatórias, a geoestatística, por sua vez, lida com Variáveis Regionalizadas, ou seja, variáveis que apresentam aspecto aleatório e, ao mesmo tempo, uma estruturação espacial (e.g. teor de ouro em um depósito mineral).
A Teoria das Variáveis Regionalizadas (TVR) afirma que quando um fenômeno apresenta certo nível de estrutura espacial, ele é considerado regionalizado. Tais fenômenos são muito comuns nas geociências, inclusive na estimativa de recursos minerais. Dessa maneira, da perspectiva matemática, uma variável regionalizada é uma função f(x) extremamente irregular, em que f(x) representa o valor do fenômeno espacial descrito pela função intrínseca f no ponto x. Portanto, a TVR apresenta dois objetivos principais: (1) do ponto de vista teórico, representar a estrutura de um fenômeno espacial adequadamente e (2) do ponto de vista prático, embasar a estimativa de variáveis regionalizadas (e.g. teores de metais, porosidade, permeabilidade, características geotécnicas de maciços rochosos, poluentes em plumas de contaminação, etc).
A Hipótese Intrínseca ou Hipótese de Quase-Estacionariedade, conceito crucial na TVR, afirma que uma função denominada intrínseca descreve o comportamento espacial de uma variável regionalizada em um determinado domínio espacial e que ela é uma característica intrínseca à regionalização. Nesse sentido, a função intrínseca é denominada Semivariograma ou Variograma. Uma variável regionalizada é estacionária, quando apresenta comportamento completamente invariante sob translação. Quando estacionárias de segunda ordem, apresentam média e covariância invariantes por translação. As variáveis regionalizadas podem ser ainda intrínsecas, quando a média e covariância dos crescimentos de seus valores são invariantes se submetidas à translação. Nesse sentido, quando a estacionariedade é comprovada, consequentemente, o aspecto intrínseco é confirmado, embora a recíproca não seja verdadeira. Vale ressaltar que a variável regionalizada deve ser estimada em domínios cuja estacionariedade é comprovada. Em suma, quando diagnosticada a existência de estruturação espacial, pode-se dizer que existe um único variograma que descreve o comportamento espacial de uma variável regionalizada em um determinado domínio.
Em suma, a geoestatística pode ser definida como o estudo de fenômenos aleatórios e estruturados que flutuam no espaço e/ou no tempo.

### Krigagem

#### Aspectos Gerais sobre a Krigagem
As primeiras técnicas de krigagem desenvolvidas nas décadas de 1960 e 1970 são originalmente lineares, ou seja, baseiam-se na combinação linear entre valores de unidades amostrais de uma variável regionalizada e os pesos atribuídos a elas. Posteriormente, foram propostos métodos geoestatísticos não-lineares que passaram a compor o conjunto de técnicas de krigagem, como, por exemplo, a Krigagem Indicadora e a Krigagem Lognormal. A krigagem pode ser definida como a estimativa de teores em um painel através do cálculo da média ponderada das amostras disponíveis, sendo algumas amostras dentro e outras fora do painel. Outra definição presente na literatura é que a krigagem consiste em um melhor estimador linear não enviesado ou o acrônimo B.L.U.E. (Best Linear Unbiased Estimator).
A krigagem é “linear” por se tratar de uma combinação linear ponderada entre as amostras utilizadas para estimar um ponto ou bloco. É “não enviesada” pelo fato da esperança matemática (i.e. média) do erro ser idealmente zero. A krigagem, além disso, é o “melhor estimador” no sentido matemático, uma vez que minimiza a variância do erro da estimativa (R). Outros métodos tradicionais, como o Vizinho Mais Próximo e Inverso da Potência da Distância também são lineares e teoricamente não enviesados, entretanto não minimizam R . Portanto, além de ser acurada (i.e. não enviesada), a krigagem diferentemente dos métodos convencionais, é também precisa (i.e. estimador ótimo). Vale ressaltar que os sistemas lineares de krigagem apresentam uma condição de fechamento, em que o somatório dos pesos atribuídos às amostras para se estimar um ponto ou bloco deve totalizar em 1.
A krigagem apresenta diversas vantagens quando comparadas aos métodos tradicionais de estimativa, como (1) Leva o suporte amostral em consideração, respeitando a relação entre suporte e variância, (2) Considera o padrão de variabilidade espacial, ou seja, assume a existência de anisotropia no domínio de estimativa ao incorporar as variâncias espaciais (ou covariâncias) obtidas a partir do variograma, (3) Minimiza a variância do erro de estimativa, usualmente pelo Método dos Mínimos Quadrados e (4) Fornece medida do erro de estimativa.
Alguns pontos devem ser destacados com relação aos métodos de krigagem. (1) Esse conjunto de técnicas fornece boas estimativas em média, embora comparações locais realizadas entre valores krigados e valores reais possam apresentar diferenças significativas. (2) A estimativa de um Datum será exata, caso esse tenha valor conhecido e seja incluído do sistema de krigagem. (3) O sistema de krigagem pressupõe que a função semivariograma seja monotônica crescente, a fim de garantir que a variância de krigagem seja positiva. (4) Métodos de krigagem que exigem uma transformação não-linear dos dados (e.g. Krigagem Lognormal) podem gerar viés na estimativa, uma vez que a transformada reversa dos dados para escala original não produz uma estimativa ótima. (5) A krigagem realiza um desagrupamento intrínseco ao atribuir pesos às amostras, já que leva em conta a redundância dos dados. (6) A krigagem assume, ao menos, uma estacionariedade local. (7) A krigagem, embora seja globalmente não enviesada, pode apresentar componentes de viés condicional (i.e. em média, superestimação dos blocos de alto teor e subestimação de blocos de baixo teor). (8) Pesos negativos podem ser atribuídos a amostras na estimativa por krigagem e, muitas vezes, estão associados ao Efeito de Tela ou a modelos semivariográficos que apresentam elevada continuidade.

#### Krigagem Linear
Os métodos de krigagem linear realizam estimativas diretamente com os dados originais, sem haver a necessidade de uma transformação prévia dos mesmos. A equação genérica desse conjunto de técnicas é a mesma dos estimadores lineares ponderados apresentada anteriormente. Nesse sentido, tanto os métodos de IPD  quanto técnicas de krigagem apresentam a mesma expressão genérica. Entretanto, o IPD é um estimador puramente geométrico, ou seja, atribui os pesos baseando-se apenas na distância euclidiana entre as amostras da vizinhança e o ponto estimado. Já a krigagem considera tanto a covariância entre Datums e o ponto estimado, quanto a covariância entre as amostras utilizadas na estimativa para atribuir os pesos. Esses valores de correlação espacial são obtidos a partir da análise variográfica, de tal maneira que quanto maior a covariância entre um Datum e o ponto (ou centroide de bloco) estimado, mais essa amostra deve contribuir para a estimativa. Além disso, o fato de a krigagem levar em consideração a covariância entre amostras proporciona um desagrupamento (declustering) intrínseco a esse método, algo que não ocorre nos métodos ponderados pelo inverso da potência da distância.
São exemplos de métodos geoestatísticos lineares: Krigagem Simples e Krigagem Ordinária.
A Krigagem Simples também denominada Krigagem Estacionária pressupõe que a média é conhecida e invariável em todo o domínio amostral. Em outras palavras, esse método assume estacionariedade do domínio o que é, muitas vezes, improvável dada a erraticidade dos fenômenos geocientíficos. Diferentemente da Krigagem Ordinária, não há condição de fechamento para os pesos atribuídos às amostras da vizinhança e, então, uma parte do peso é atribuída à média.
A Krigagem Ordinária, por outro lado, não assume o conhecimento da média e, nesse sentido, a hipótese de estacionariedade para todo o domínio amostral não é tão rígida. Nesse método, há uma condição de fechamento, em que o somatório dos pesos atribuídos às amostras da vizinhança deve resultar em 1. Portanto, não há atribuição de uma parcela do peso de krigagem para a média. Essa condição de fechamento torna-se possível através da utilização de uma variável artificial denominada Parâmetro de Lagrange. A adição desta nova variável não interfere na condição de igualdade do Sistema de Krigagem Ordinária.  A Krigagem Ordinária é o método mais difundido na estimativa de recursos minerais.

#### Krigagem Não Linear
A família dos métodos de krigagem não linear, em essência, lança mão do estimador da krigagem ordinária. Entretanto, os dados são previamente transformados, a partir da aplicação de uma Função Transformação Não Linear. Nesse sentido, o fluxograma simplificado de estimativa para esse grupo de métodos consiste em: (1) Transformação não-linear dos dados originais; (2) Cálculo e modelagem dos semivariogramas experimentais relativos dos dados transformados; (3) Estimativa de pontos não amostrados a partir das amostras transformadas; (4) Transformada reversa para a escala original dos dados. A transformada reversa é obtida, utilizando-se a função inversa da transformação não linear.
É importante ressaltar que métodos que lançam mão de transformações não lineares podem, em algumas situações, gerar viés em relação aos dados amostrais, uma vez que a transformada reversa não produz uma estimativa ótima. Isso foi observado, por exemplo, no caso da Krigagem Lognormal, em que alterações nos parâmetros do modelo semivariográfico (principalmente na definição do patamar) levam a estimativas completamente distintas de um mesmo banco de dados. Nesse sentido, diversas pesquisas foram conduzidas com o intuito de mitigar o viés causado pela transformada reversa da Krigagem Lognormal.
São exemplos de métodos geoestatísticos não lineares: Krigagem Lognormal, Krigagem Indicadora e Krigagem Multigaussiana.
Na Krigagem Lognormal, inicialmente, a variável original é transformada para uma variável lognormal correspondente. O cálculo e a modelagem dos semivariogramas experimentais são então realizados e seguidos pela estimativa. Por fim, obtém-se a transformada reversa a partir da aplicação da Função Transformação Exponencial que, de modo geral, deve considerar a soma de um termo de não viés. A Krigagem Lognormal é utilizada quando a variável regionalizada de interesse mostra uma assimetria positiva pronunciada e apresenta uma distribuição próxima à Distribuição Lognormal. Nesse tipo de situação, caso a estimativa seja realizada com os dados originais por Krigagem Ordinária, por exemplo, os poucos teores elevados podem resultar em uma superestimativa dos recursos. Além disso, é possível que pesos negativos sejam atribuídos a amostras, fato que pode culminar em valores estimados negativos.
A Krigagem Indicadora (Simples), consiste na aplicação da Krigagem (Simples ou Ordinária) para estimar uma variável que fora transformada em uma variável indicadora por uma Função Transformação Indicadora. Em outras palavras, a variável original (contínua ou discreta) é transformada em uma variável binária, cujos valores são expressos por 0 e 1. Essa técnica pode ser utilizada, por exemplo, quando deseja-se prever as localizações de estéril (0) e minério (1), considerando-se um valor de corte.
Na Krigagem Multigaussiana, os dados originais são transformados para escores da Distribuição Normal Padrão. Nesse sentido, uma suposição de multigaussianidade (e não de gaussianidade) deve ser feita, uma vez que, mesmo que os dados geocientíficos não se mostrem normalmente distribuídos, a Distribuição Gaussiana Multivariada é única e permite a inferência direta de distribuições condicionadas. Para verificar a condição de multigaussianidade, pode-se, simplesmente, adotar o teste de bigaussianidade que consiste em verificar se a distribuição de dois pontos é normal, a partir da análise de variogramas. Da mesma forma que os demais métodos não lineares, são realizados o cálculo e modelagem dos semivariogramas da variável transformada, seguida pela estimativa. Por fim, aplica-se uma Função Transformação para se obter a transformada reversa.

#### Cokrigagem
Nos dois últimos tópicos, foram discutidas técnicas de krigagem univariada. Entretanto, é comum, no contexto da mineração, lidar com duas ou mais variáveis regionalizadas, de modo que algumas dessas substâncias mostram-se subamostradas, ao passo que outras superamostradas. Essas variáveis podem apresentar fortes correlações espaciais entre si, fato que permite uma estimativa conjunta (i.e. coestimativa) das substâncias. Nesse sentido, surge o conjunto de técnicas de cokrigagem, definido como procedimentos de estimativa multivariada em um contexto corregionalizado. A corregionalização ocorre quando duas ou mais variáveis regionalizadas são medidas sob um mesmo campo aleatório.
São exemplos de métodos de coestimativa geoestatísticos: Cokrigagem Ordinária, Cokrigagem Colocalizada e a Krigagem com Deriva Externa.